# Афродита Книдская
Афродита Книдская, Афродита Праксителя (греч. Κνίδια Αφροδίτη Πραξιτέλη) — прославленное изображение богини красоты и любви Афродиты (у римлян — Венера) в античности, произведение скульптора поздней греческой классики Праксителя, выполненное, вероятно, в период 350—330 гг. до н. э.
В античных источниках упоминается как минимум пять скульпторов под именем Праксителя из Афин. Предполагается, что автором Афродиты Книдской был Пракситель Младший, сын афинского ваятеля Кефисодота Старшего и, вероятно, его ученик, отец скульпторов Кефисодота Младшего и Тимарха.
Считается, что произведение Праксителя, выполненное в мраморе, стало первым скульптурным изображением полностью обнажённого женского тела в древнегреческом искусстве. Тонирование мрамора было выполнено живописцем Никием. Древнегреческий оригинал скульптуры не сохранился, существуют позднейшие повторения мастеров римской и неоаттической школ.

## История
Как рассказывает Плиний Старший, статую Афродиты для местного святилища заказали жители острова Кос. Пракситель выполнил два варианта: богиню обнажённую и богиню одетую. За обе статуи Пракситель назначил одинаковую плату. Заказчики не стали рисковать и выбрали традиционный вариант задрапированной фигуры. Её копий и описаний не сохранилось (кроме изображений на монетах того времени). Оставшуюся в мастерской скульптора обнажённую Афродиту купили жители малоазийского города Книд, расположенного напротив острова Кос, на мысе, далеко выступающем в море, что благоприятствовало развитию города: в Книд стали прибывать желающие увидеть необычную статую. Отчего скульптура и получила название «Книдская». По сообщению Лукиана (Зевс трагический, 10) статуя была сделана из пентелийского мрамора.

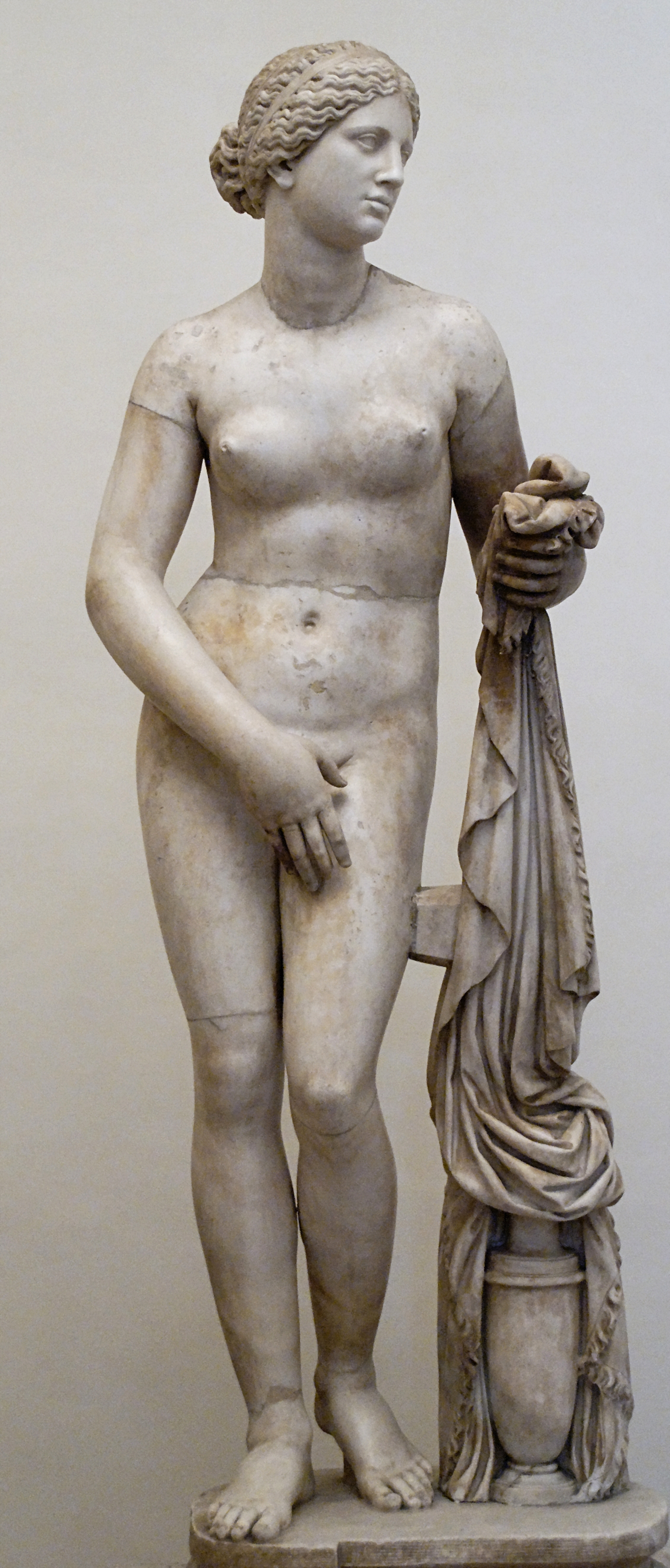
Афродита Книдская. Римская реплика из Коллекции Людовизи. I в. до н. э. Палаццо Альтемпс, Рим

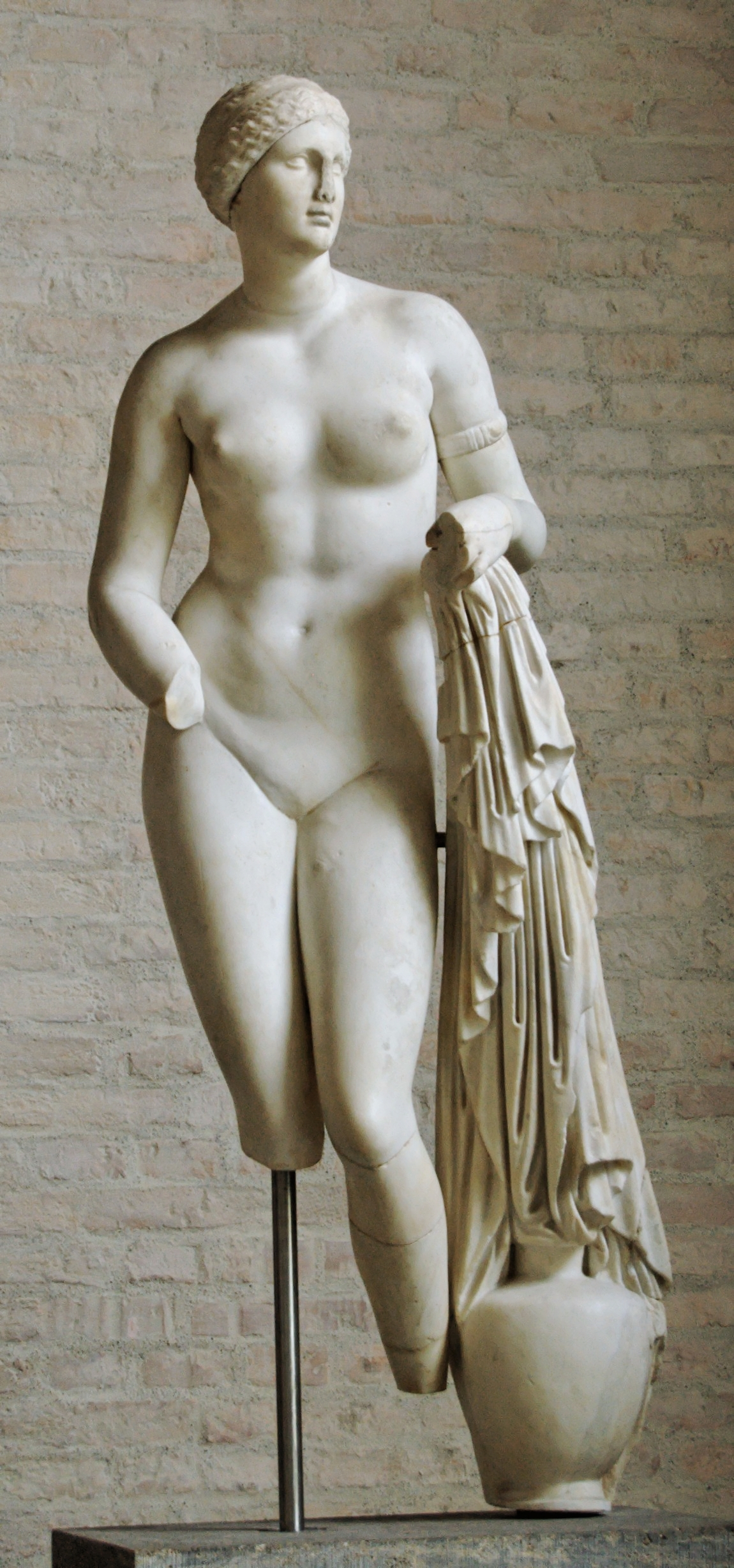
Афродита Браски. Тип Афродиты Книдской. I в. до н. э. Глиптотека, Мюнхен

В тексте «Естественной истории» Плиния сказано следующее:

 Самое выдающееся не только из произведений Праксителя, а во всём мире, это Венера, — чтобы увидеть её, многие отправлялись в Книд. Он создал их две и продавал одновременно, вторую — в одетом виде, которую по этой причине предпочли косцы, имевшие право выбора, сочтя это строгим и целомудренным, хотя он продавал её по той же цене. Отвергнутую купили книдцы, но слава её неизмеримо выше. Впоследствии её хотел приобрести у книдцев царь Никомед, обещая оплатить весь их государственный долг, который был огромным. Они предпочли всё претерпеть, и не напрасно. Этой статуей Пракситель прославил Книд
Сообщаемая Плинием история об одновременном существовании двух Афродит считается позднейшим вымыслом: возможно, вторая Афродита — это картина Апеллеса (Афродита Анадиомена), а не скульптура Праксителя. О «Косской Афродите» можно судить по изображениям на монетах. «На них видно, что Афродита была изображена одетой, с длинными волосами, падавшими на плечи, что на голове у неё был миртовый венок, а на шее — ожерелье». Наиболее близкой репликой Афродиты Косской (задрапированной) считают хранящуюся в парижском Лувре римскую статую богини, одетую в тонкий хитон.
Считается также, что для скульптуры позировала гетера Фрина, что позже навлекло на неё обвинение в святотатстве. Впрочем, Клемент Александрийский и Арнобий называют натурщицей гетеру Кратину, возлюбленную Праксителя (последнее считают более вероятным).
Афродита стояла в открытом храме типа моноптера (кровля которого поддерживается только колоннами без стен) на вершине холма, чтобы её отовсюду было видно (в ином варианте: эдикула; у Псевдо-Лукиана (Две любви, 11-14) описывается храм, который имел две двери — спереди и сзади; их открывал для посетителей сторож. В 1969 году при раскопках в Книде на самой высокой террасе города были обнаружены остатки круглого строения диаметром ок. 17,30 м, имевшего 18 колонн. «Это строение называют круглым храмом. Его датируют временем позднее IV в. до н. э. Внутри храма найдена база… Предполагают, что в этом храме и стояла Афродита Книдская». Обнаружена и надпись с именем Праксителя и три первые буквы слова «γυμνη» (обнажённая). Многие последующие изображения знаменитой статуи также показывают её внутри круглого храма.
"Рассказывают, — писал Плиний, — что кто-то, охваченный любовью к ней, спрятавшись однажды ночью, прильнул к изображению, и о его страсти свидетельствует пятно на мраморе. Один из участков Виллы императора Адриана в Тиволи, как считается, воспроизводит это книдское святилище.
Скульптура Праксителя пользовалась такой славой, что о ней слагали эпиграммы:

Видя Киприду на Книде, Киприда стыдливо сказала:
«Горе мне, где же нагой видел Пракситель меня?»
(Неизвестный автор)
Нет, не видел Пракситель того, что видеть не должно;
Создал резец её так, как бы Арес мог желать
(Платон)
В Книде ж Пракситель для всех лицезреть позволил богиню:
Суд ведь Париса: такой должно в искусстве ей быть
(Эвен). Античные поэты об искусстве. — СПб.: Алетейя, 1996. — С. 50—52

Во времена Византийской империи статуя была вывезена в Константинополь, где, как считается, она погибла во время пожара в 476 году. Однако в конце X века скульптуру превозносил, по свидетельству Феодосия, император Константин Багрянородный, а бронзовую копию с неё упоминал Робер де Клари в перечислении награбленного крестоносцами в Константинополе. К. Кларк уточнял, что история Афродиты Книдской в Средние века прослеживается в исследовании датского археолога Кристиана Блинкенберга . Французский историк и археолог Ж.-Ш. Пикар, ссылаясь на хронику Робера де Клари, высказывал предположение, что в 1203 году статуя все ещё находилась в Константинополе. Но статуя, описанная Робером, была «медной» (бронзовой). По словам автора, она имела «добрых двадцать футов в высоту», и, хотя в своих рассказах, во всех прочих отношениях достоверных, автор обнаруживает склонность преувеличивать размеры, судя по всему, статуя действительно намного превосходила своими размерами человека. Однако из описания Клари становится ясно, что она представляла собой реплику или вариацию Афродиты Книдской.

## Иконография и символика
Статуя Афродиты Книдской стала иконографическим прообразом многих последующих изображений, получивших в истории искусства наименование «Венера Стыдливая», или «Венера Целомудренная» (лат. Venus Pudica), — тип статуи Венеры, изображающей богиню обнажённой или полуобнажённой перед, или после купания, входящей или выходящей из воды (тип Афродита Анадиомена) и стеснительно прикрывающей одной рукой лоно, а другой грудь. К таким образам относятся Венера Медицейская, Афродита Сиракузская, Венера Капитолийская, Венера Таврическая и многие другие. У ног богини, также как у Афродиты из Книда, обычно изображают сброшенное одеяние и гидрию — сосуд для воды (у Венеры Медицейской — дельфин). Б. Р. Виппер подчёркивал, что «Пракситель отваживается на полное обнажение Афродиты, только оправдывая его мотивом купанья».
Полемика, вызванная «двумя Афродитами», начавшаяся в античности, продолжалась в Средние века и в эпоху Возрождения в теме «Любовь небесная и Любовь земная» (итал. Amor sacro e Amor profano). Она восходит к идеям античной эстетики, изложенным в диалоге Платона «Пир» (385—380 гг. до н. э.). Суть сводится к тому, что на свете существуют два вида любви, соединённые в образе Эрота. «Все мы знаем, — говорится в диалоге, — что нет Афродиты без Эрота… но коль скоро Афродиты две, то и Эротов должно быть два». Первая из Афродит — «Старшая, что без матери, дочь Урана, которую мы и называем поэтому небесной, и младшая, дочь Дионы и Зевса, которую мы именуем пошлой». Небесная любовь — это любовь к прекрасному, мудрости и философии. На земле она проявляется как любовь к мужчине. Низменной, исключительно ради продолжения рода, в древней Элладе называли любовь к женщине. О раздельном почитании Афродиты Урании (Небесной) и Афродиты Пандемос (Всенародной) упоминают Геродот, Ксенофонт, Павсаний. Римский оратор и писатель Цицерон в трактате «О природе богов» (46-44 гг. до н. э.) называет четырёх Афродит (III, 23, 59).
В философии неоплатоников красота — это «божественное безумие», внушаемое Афродитой Уранией, восхищённое созерцание красоты, не доступной разуму. В эпоху Итальянского Возрождения идея двух Афродит (Венер) оказалась актуальной, поскольку аллегорически отражала двойственность ренессансной эстетики. Лучше других эту мысль в отношении к искусству сформулировал архитектор и теоретик Л. Б. Альберти: «Первая Венера — желание созерцать прекрасное, другая — воспроизводить его. Оба вида любви необходимы человеческой природе».
Для писателей-гуманистов эпохи Возрождения обе Афродиты-Венеры были добродетельными. Их союз примирил противоречия платоновской эстетики. Венера Земная (лат. Venus Vulgaris) считалась материальной ипостасью Венеры Небесной (лат. Venus Coelestis). Согласно комментариям М. Фичино к «Пиру» Платона и «Энеиде» Плотина, «оба вида любви почётны и похвальны, хотя и в разных степенях», они «порождают красоту, но каждую в своем роде». Фичино называет два вида любви «двуличной Венерой» (duplex Venus) или «Венерами-близнецами» (geminae Veneres).
В XIX веке, в эпоху академизма в искусстве этот спор сводился к вопросу: «чего больше» в античных статуях: «чистой красоты или неприкрытой чувственности».

## Реплики и вариации
Б. Р. Виппер писал, что представление о произведениях Праксителя мы можем составить «только по монетам, и по многочисленным, к сожалению, невысокого качества копиям». Сохранилось более пятидесяти реплик различного качества и сохранности (мраморных и несколько бронзовых) двух типов и с различными вариантами. Из них 5 — с головой, 22 — без головы, и 22 головы от статуй.
Две реплики Афродиты Книдской из собрания Ватиканских музеев «не в состоянии воспроизвести очарование оригинала, вызывавшего такое восхищение у античных зрителей». По скульптуре в мюнхенской Глиптотеке можно судить «только об общей концепции Праксителя… Отдалённое представление об этом очаровании оригинала может дать лучшая реплика головы Афродиты из собрания Кауфмана в Берлине» (другой вариант, так называемая «Голова Кауфмана», хранится в Лувре).
Пять реплик «Афродиты Книдской» находится в Италии. Самой точной предположительно принято считать «Венеру Колонна» из Музея Пио-Клементино, несмотря на то, что ноги статуи были ханжески задрапированы (происходит из собрания Ф. Дж. Колонны, драпировки были сняты в 1932 году). Другая реплика достаточно высокого качества находится в Национальном Археологическом музее в Неаполе, третья — в галерее Уффици во Флоренции (Венера Медицейская). Афродита Сиракузская также относится к типу «Венеры Целомудренной». Однако считается, что торс из Лувра, несмотря на все утраты, лучше передаёт обаяние оригинала.
Санкт-Петербургский Эрмитаж также обладает своей Венерой. Это прекрасная реплика, хотя и поздняя (о её датировке продолжаются споры), получившая название «Венера Таврическая».
Гипсовые слепки прославленной статуи имеются во многих музеях по всему миру. В конце 1890-х годов гипсовый слепок «Афродиты из Книда», наряду с прочими шедеврами античной и западноевропейской скульптуры, был заказан И. В. Цветаевым для будущего Музея изобразительных искусств в Москве.

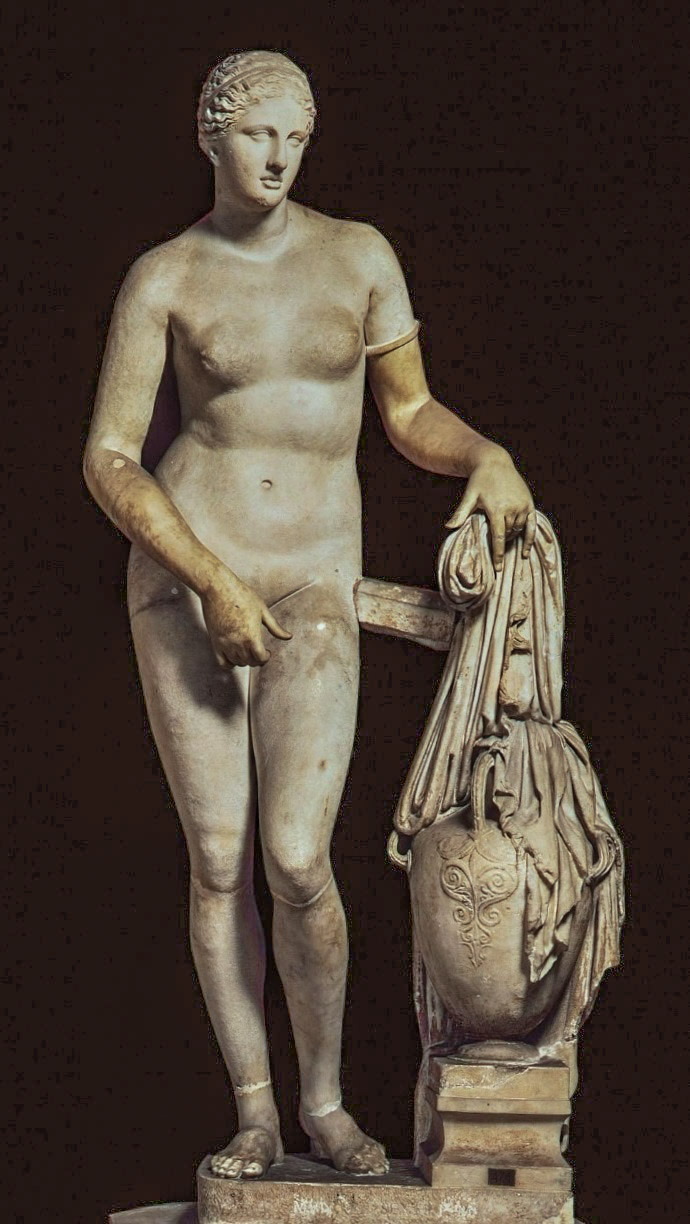
«Венера Колонна». Музей Пио-Клементино, Ватикан
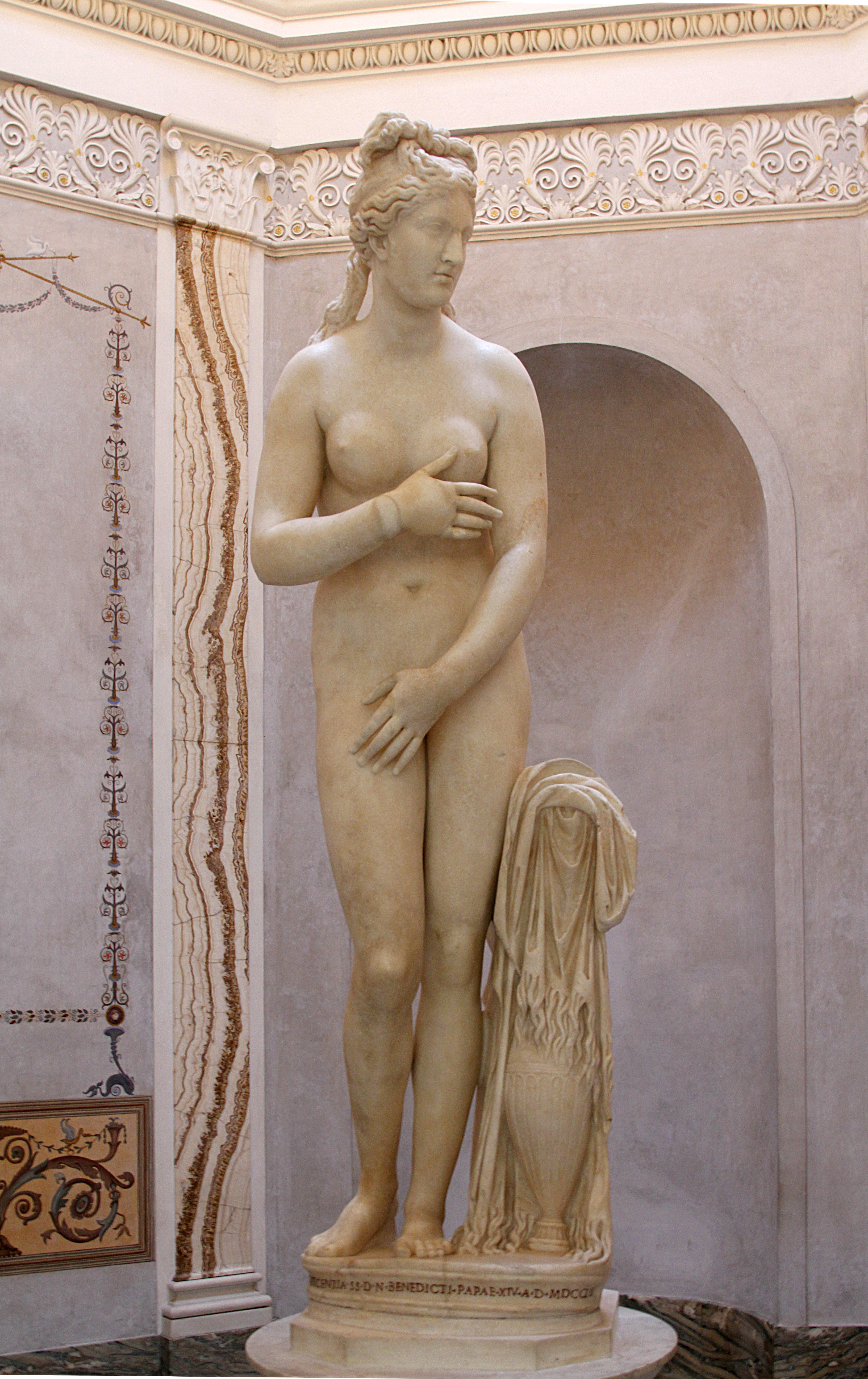
Венера Капитолийская. Капитолийские музеи (Палаццо Нуово), Рим
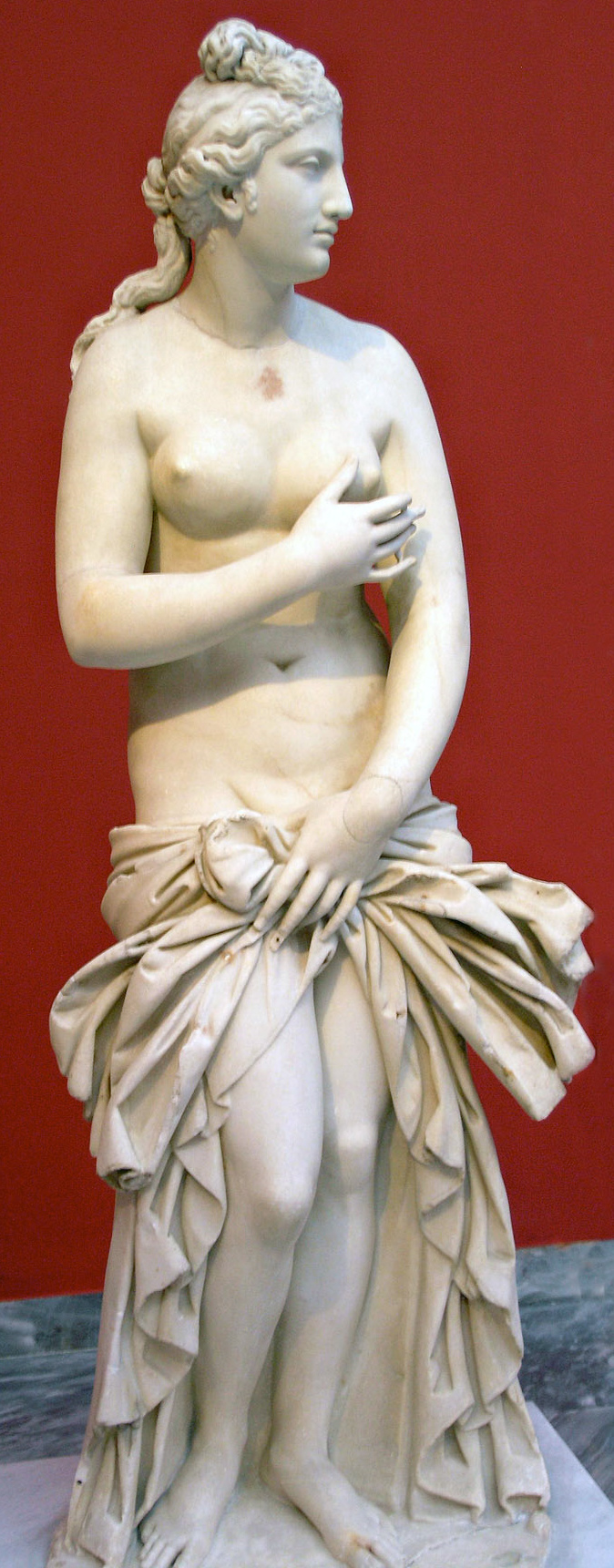
Афродита Сиракузская. Археологический музей, Афины
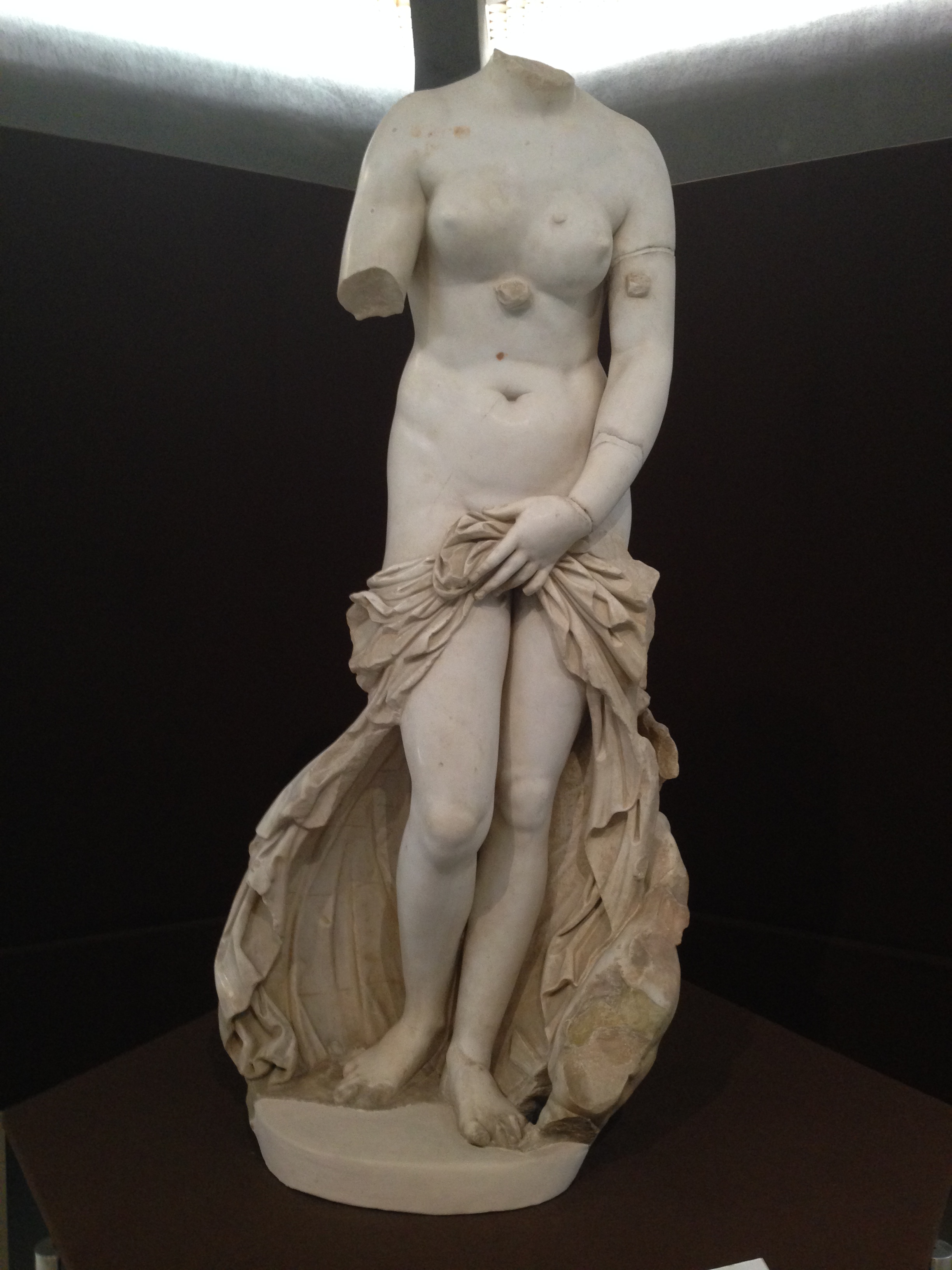
Венера Ландолинская. Археологический музей, Сиракузы
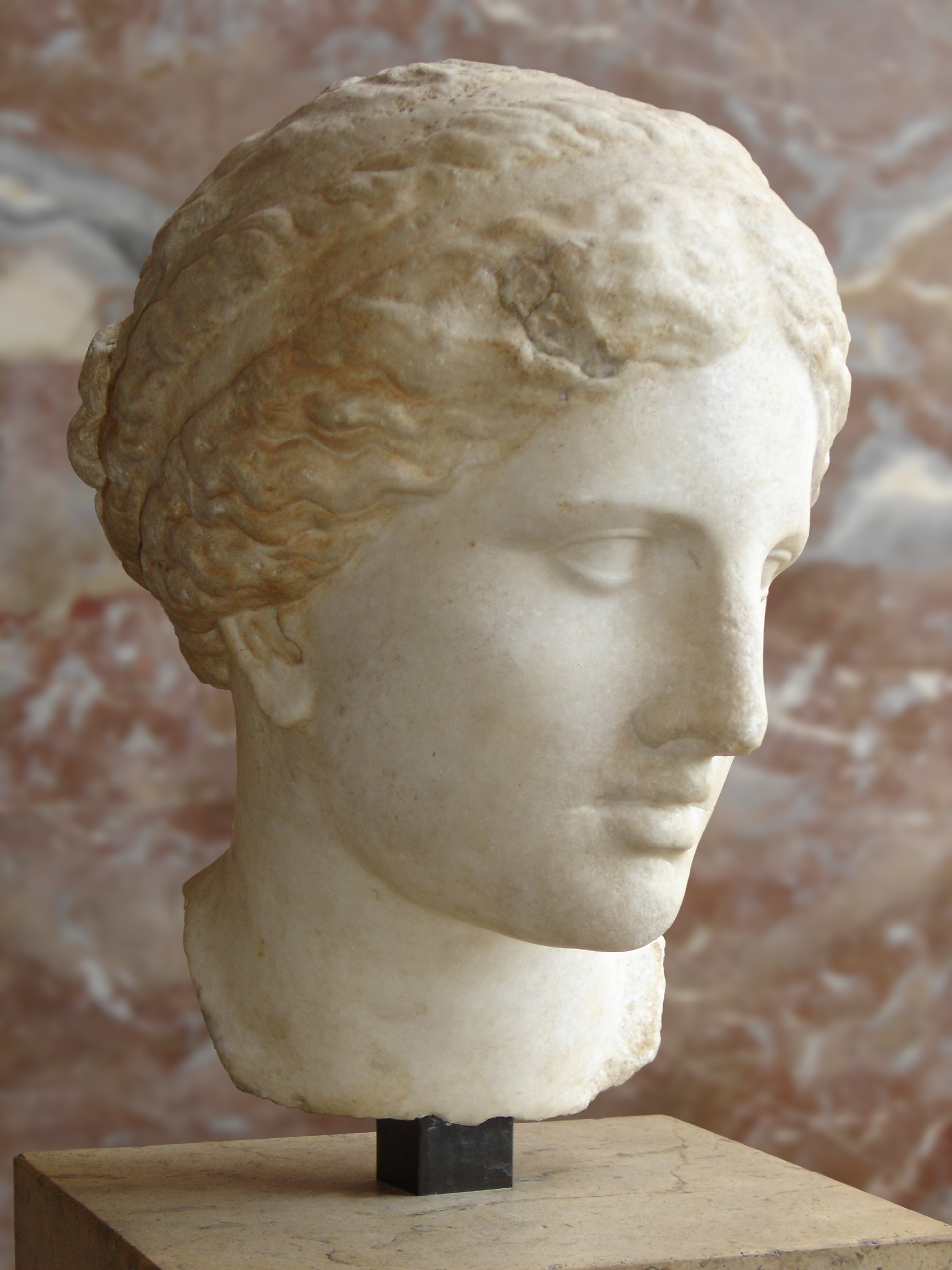
«Голова Кауфмана». Лувр, Париж
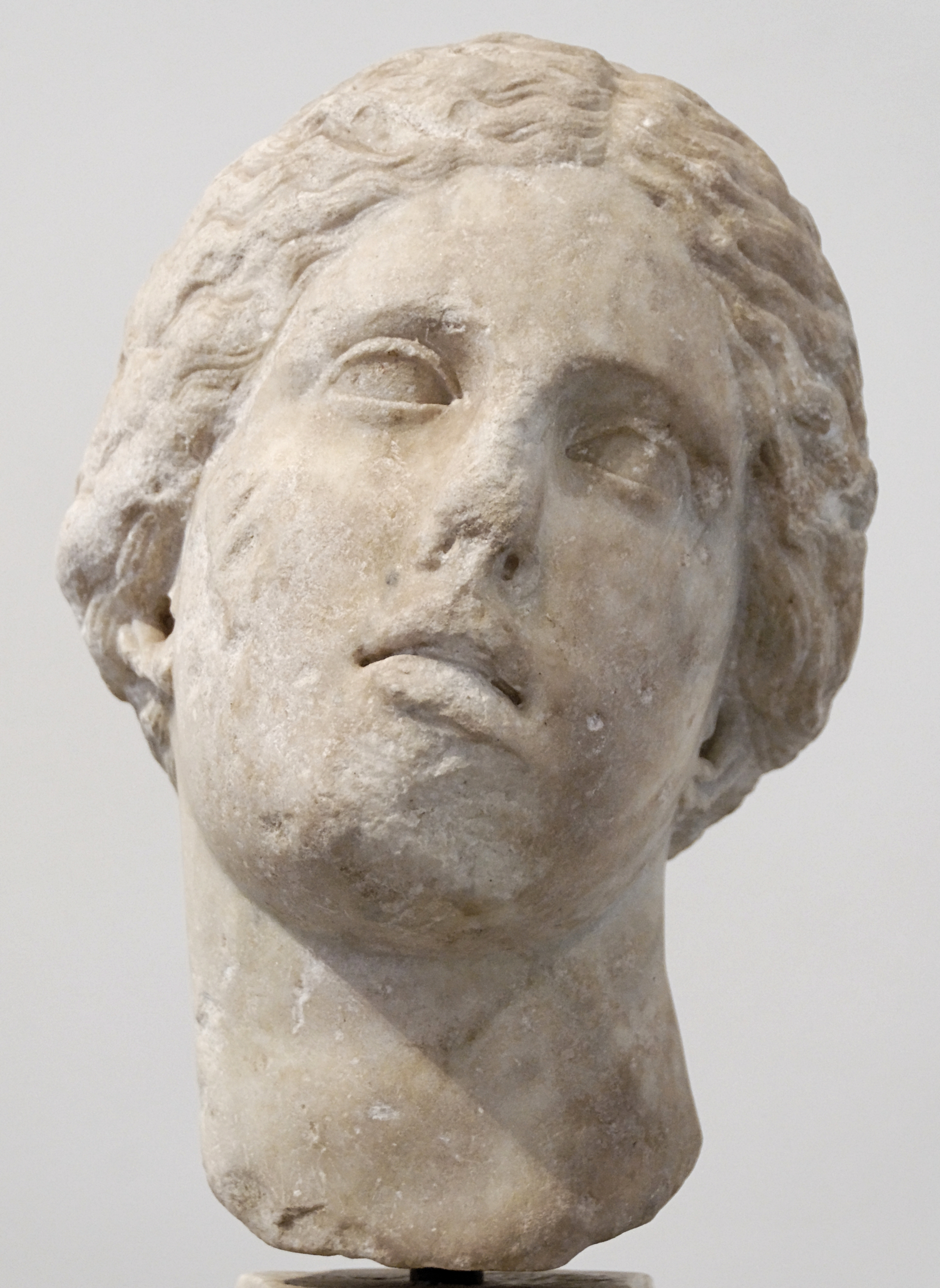
Голова Афродиты Книдской. Палатинский музей, Рим
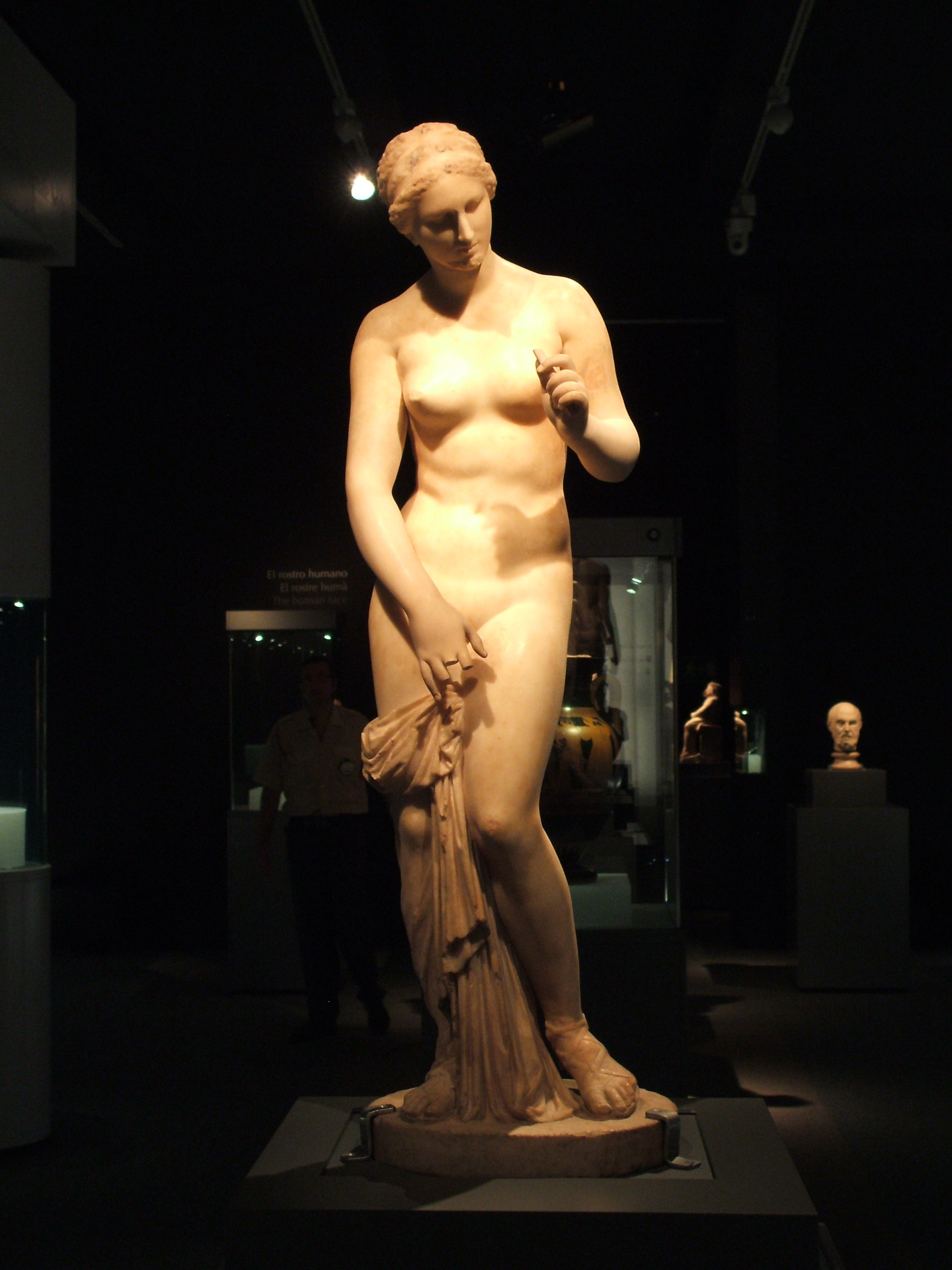
Aфродита из Коллекции Таунли. Британский музей, Лондон
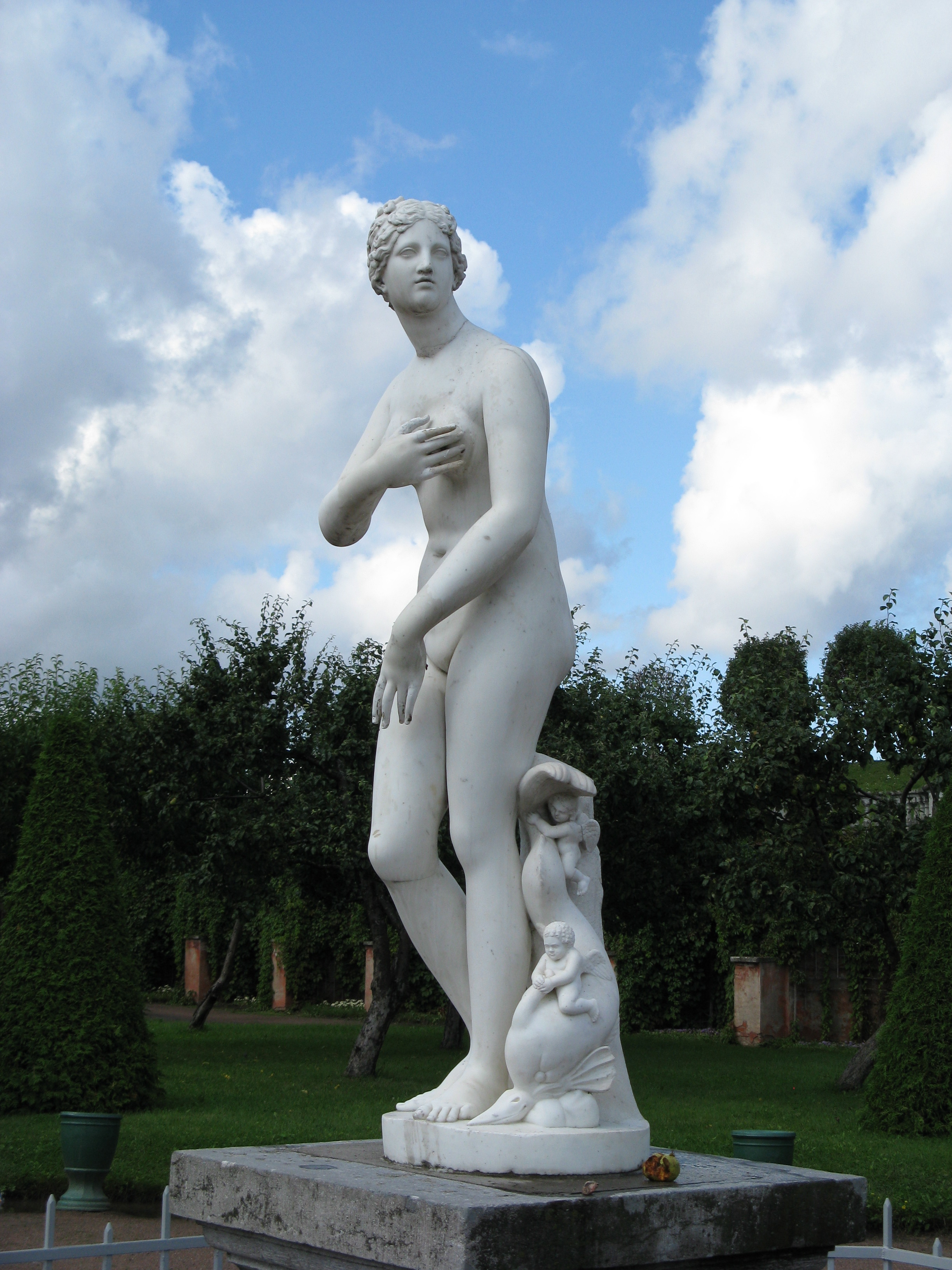
Венера Медичи. Реплика XVIII века. Мрамор. Петергоф